# Draft WNBA 2004
Il Draft WNBA 2004 fu l'ottavo draft tenuto dalla WNBA. Il 6 gennaio 2004 si svolse un dispersal draft per assegnare le giocatrici delle Cleveland Rockers, fallite dopo la stagione 2003, mentre il 17 aprile 2004 si svolse il draft vero e proprio.

## Dispersal draft
| Scelta | Giocatrice               | Nazionalità | Nuova squadra                   | Vecchia squadra   |
| ------ | ------------------------ | ----------- | ------------------------------- | ----------------- |
| 1      | Penny Taylor (F)         | Australia   | Phoenix Mercury                 | Cleveland Rockers |
| 2      | Chasity Melvin (C/F)     | Stati Uniti | Washington Mystics              | Cleveland Rockers |
| 3      | LaToya Thomas (F)        | Stati Uniti | San Antonio Silver Stars        | Cleveland Rockers |
| 4      | Ann Wauters (C)          | Belgio      | New York Liberty                | Cleveland Rockers |
| 5      | Deanna Jackson (F)       | Stati Uniti | Indiana Fever                   | Cleveland Rockers |
| 6      | Betty Lennox (G)         | Stati Uniti | Seattle Storm                   | Cleveland Rockers |
| 7      | Helen Darling (G)        | Stati Uniti | Minnesota Lynx                  | Cleveland Rockers |
| 8      | Pollyanna Johns (C)      | Stati Uniti | Houston Comets (da Connecticut) | Cleveland Rockers |
| 9      | Mery Andrade (F)         | Portogallo  | Charlotte Sting                 | Cleveland Rockers |
| 10     | Jennifer Butler (C)      | Stati Uniti | Sacramento Monarchs             | Cleveland Rockers |
| 11     | Lucienne Berthieu (F/C)  | Francia     | Houston Comets                  | Cleveland Rockers |
| 12     | Isabelle Fijalkowski (C) | Francia     | Los Angeles Sparks              | Cleveland Rockers |
| 13     | Jennifer Rizzotti (G)    | Stati Uniti | Detroit Shock                   | Cleveland Rockers |

|  | Giocatrici selezionate per l'all-star game WNBA |

## Primo giro
| Scelta | Giocatrice             | Nazionalità | Squadra WNBA                     | College/Squadra di club |
| ------ | ---------------------- | ----------- | -------------------------------- | ----------------------- |
| 1      | Diana Taurasi (G)      | Stati Uniti | Phoenix Mercury                  | UConn Huskies           |
| 2      | Alana Beard (G)        | Stati Uniti | Washington Mystics               | Duke Blue Devils        |
| 3      | Nicole Powell (G/F)    | Stati Uniti | Charlotte Sting (da Indiana)     | Stanford Cardinal       |
| 4      | Lindsay Whalen (G)     | Stati Uniti | Connecticut Sun (da San Antonio) | Minnesota Gophers       |
| 5      | Shameka Christon (G/F) | Stati Uniti | New York Liberty                 | Ark. Razorbacks         |
| 6      | Nicole Ohlde (C)       | Stati Uniti | Minnesota Lynx (da Seattle)      | Kansas St. Wildcats     |
| 7      | Vanessa Hayden (C)     | Stati Uniti | Minnesota Lynx                   | Florida Gators          |
| 8      | Chandi Jones (G/F)     | Stati Uniti | Phoenix Mercury                  | Houston Cougars         |
| 9      | Ebony Hoffman (C)      | Stati Uniti | Indiana Fever (da Charlotte)     | USC Trojans             |
| 10     | Rebekkah Brunson (F)   | Stati Uniti | Sacramento Monarchs              | Georgetown Hoyas        |
| 11     | Iciss Tillis (C/F)     | Stati Uniti | Detroit Shock (da Houston)       | Duke Blue Devils        |
| 12     | Christi Thomas (F)     | Stati Uniti | Los Angeles Sparks               | Georgia L. Bulld.       |
| 13     | Shereka Wright (F)     | Stati Uniti | Detroit Shock                    | Purdue Boilerm.         |

## Secondo giro
| Scelta | Giocatrice             | Nazionalità | Squadra WNBA                                  | College/Squadra di club  |
| ------ | ---------------------- | ----------- | --------------------------------------------- | ------------------------ |
| 14     | Ashley Robinson (C)    | Stati Uniti | Phoenix Mercury                               | Tenn. L. Volunteers      |
| 15     | Kaayla Chones (C)      | Stati Uniti | Washington Mystics                            | NCSU Wolfpack            |
| 16     | Jessica Brungo (F)     | Stati Uniti | Connecticut Sun (da San Antonio)              | Penn State L. Lions      |
| 17     | Amisha Carter (C)      | Stati Uniti | New York Liberty                              | L.T. Lady Techsters      |
| 18     | Kelly Mazzante (F)     | Stati Uniti | Charlotte Sting (da Indiana)                  | Penn State L. Lions      |
| 19     | Trina Frierson (F)     | Stati Uniti | Seattle Storm                                 | L.T. Lady Techsters      |
| 20     | Tasha Butts (F)        | Stati Uniti | Minnesota Lynx                                | Tenn. L. Volunteers      |
| 21     | Cindy Dallas (F)       | Stati Uniti | San Antonio Silver Stars (da Connecticut)     | Illinois Fighting Illini |
| 22     | Jenni Benningfield (F) | Stati Uniti | Charlotte Sting                               | Vand. Commodores         |
| 23     | Érika Valek (G)        | Colombia    | Detroit Shock (da Sacramento)                 | Purdue Boilerm.          |
| 24     | Ugo Oha (C)            | Nigeria     | Connecticut Sun (da Houston)                  | GW Revolutionaries       |
| 25     | Doneeka Hodges (G)     | Stati Uniti | Los Angeles Sparks                            | LSU Lady Tigers          |
| 26     | Lindsay Taylor (C)     | Stati Uniti | Houston Comets (da Detroit; ceduta a Phoenix) | UCSB Gauchos             |

## Terzo giro
| Scelta | Giocatrice           | Nazionalità | Squadra WNBA                              | College/Squadra di club |
| ------ | -------------------- | ----------- | ----------------------------------------- | ----------------------- |
| 27     | María Villarroel (G) | Venezuela   | Phoenix Mercury (ceduta a Houston)        | Oklahoma Sooners        |
| 28     | Evan Unrau (F)       | Stati Uniti | Washington Mystics                        | Missouri Tigers         |
| 29     | Candace Futrell (G)  | Stati Uniti | Connecticut Sun (da San Antonio)          | Duquesne Dukes          |
| 30     | Cathy Joens (G)      | Stati Uniti | New York Liberty                          | GW Revolutionaries      |
| 31     | Ieva Kubliņa (F/C)   | Lettonia    | Indiana Fever                             | Virginia Tech Hokies    |
| 32     | Jennifer Smith (C)   | Stati Uniti | Detroit Shock (da Seattle via Houston)    | Michigan Wolver.        |
| 33     | Amber Jacobs (G)     | Stati Uniti | Minnesota Lynx                            | Boston C. Eagles        |
| 34     | Toccara Williams (G) | Stati Uniti | San Antonio Silver Stars (da Connecticut) | Texas A&M Aggies        |
| 35     | Jia Perkins (G)      | Stati Uniti | Charlotte Sting                           | TTU Lady Raiders        |
| 36     | Núria Martínez (F)   | Spagna      | Sacramento Monarchs                       | -                       |
| 37     | Stacy Stephens (C)   | Stati Uniti | Houston Comets                            | Texas Longhorns         |
| 38     | Kate Bulger (G)      | Stati Uniti | Minnesota Lynx (da Detroit)               | WV Mountaineers         |